# Bandera de la República de Carèlia
La bandera de la República de Carèlia està formada per tres franges horitzontals de la mateixa amplada en vermell, blau cel i verd. Fou adoptada el 24 de març de 1993. La proporció és de 2:3.

## Descripció
La llei de la República de Carèlia relativa a la seva bandera nacional la defineix de la següent manera:
La bandera nacional de la República de Carèlia, d'acord amb la pàgina 158 de la constitució de la República de Carèlia, té la forma d'un drap rectangular amb tres franges horitzontals de la mateixa mida: la franja superior és de color vermell, el cel mig blau i la part inferior verda. La relació entre l'amplada de la bandera i la seva longitud és de 2:3
La bandera està registrada al Registre heràldic estatal de la Federació Russa amb el número 1219.

### Colors
| Model de color | Vermell    | Blau      | Verd       |
| -------------- | ---------- | --------- | ---------- |
| RGB            | 213,0,0    | 0,170,255 | 0,128,0    |
| CMYK           | 0-64-64-10 | 64-21-0-0 | 64-0-64-32 |
| HTML           | #D50000    | #00AAFF   | #008000    |

Els models RGB i CMYK s'han extret a patir dels codis de color HTML.

## Similituds
La bandera del Daguestan és pràcticament igual a la de Carèlia, però l'ordre dels colors s'inverteix i el blau és més fosc.

Bandera del Daguestan

## Banderes històriques
Arran de la revolució russa i la independència de Finlàndia el desembre de 1917, el 17 de març de 1918 es va convocar una reunió al poble d'Uhtua (actual Kalevala). La reunió va expressar el desig de separar-se de Rússia i demanar la unió amb Finlàndia. Més tard, el 1918, la república d'Uhtua va utilitzar una bandera que consistia en set estrelles blanques de cinc puntes al quarter (que representa la constel·lació de l'Ossa Major) sobre un camp blau. Segons Aleksandr Paŝkov, el dissenyador d'aquesta bandera fou Jonas Heiska. Pel que sembla, els detalls exactes de la bandera no són clars, perquè Paŝkov anomena l'heraldista finlandès Kari K. Laurla com el que va reconstruir el disseny. La bandera no s'utilitzà oficialment.
El 1920, el pintor finlandès Akseli Gallen-Kallela va crear un pavelló com a símbol de la relació dels carelians amb els finlandesos. La nova bandera era semblant en composició a la bandera finlandesa amb una creu nòrdica, però amb diferents colors: una creu negra fimbriada de vermell sobre un camp verd. La bandera fou utilitzada fins a 1922, perquè la República va deixar d'existir. Entre 1941 i 1944 va ser de nou la bandera utilitzada per les autoritats finlandeses al territori ocupat de Carèlia.

Bandera de 1918.
República d'Uhtua o de Carèlia oriental (1920-1922 i 1941-1944)
República Socialista Soviètica Autònoma de Carèlia (1937-1938)
República Socialista Soviètica Autònoma de Carèlia (1938-1940)
República Socialista Soviètica Carelo-Finlandesa (1940-1953)
República Socialista Soviètica Carelo-Finlandesa (1953–1956)
República Socialista Soviètica Autònoma de Carèlia (1956–1978)
República Socialista Soviètica Autònoma de Carèlia (1978–1991)
República de Carèlia (1991-1993)